# Matthias Sindelar

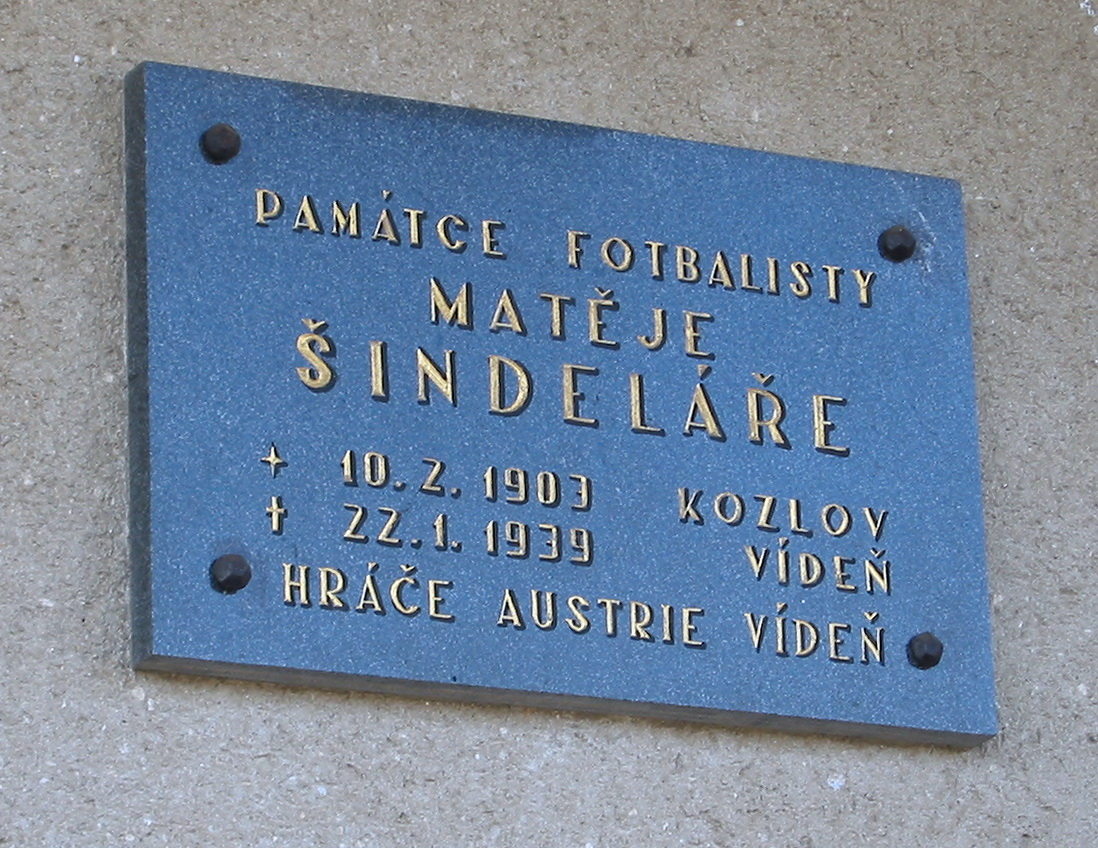
Pamětní deska Matěje Šindeláře na fotbalových šatnách v Kozlově

Matthias Sindelar, rodným jménem Matěj Šindelář, (10. února 1903 Kozlov – 23. ledna 1939 Vídeň) byl rakouský fotbalista moravského původu.

## Životopis
Narodil se v rodině kováře Jana Šindeláře. Jeho rodina přesídlila roku 1905 do Vídně, žila nicméně v českojazyčné čtvrti Favoriten. Čtvrť byla sídlem klubu Austria Vídeň a Sindelar se stal jeho oporou. Hrával na pozici útočníka. Dvakrát, v letech 1933 a 1936, s ním vybojoval Středoevropský pohár, nejprestižnější mezinárodní klubovou soutěž meziválečné Evropy. Krom toho se stal roku 1926 rakouským mistrem. Sindelar byl též člen slavného rakouského reprezentačního mužstva, jemuž se říkalo Wunderteam. S rakouskou reprezentací se zúčastnil mistrovství světa v roce 1934. Sindelar byl kapitánem týmu a díky svým výkonům byl zpětně federací FIFA zařazen do all-stars a vyhlášen druhým nejlepším hráčem šampionátu. Rakousko na turnaji obsadilo 4. místo. Sindelar odehrál za národní tým Rakouska celkem 43 utkání a vstřelil 27 branek. Mezinárodní federací fotbalových historiků a statistiků byl vyhlášen nejlepším rakouským fotbalistou 20. století. Měl přezdívku „Der Papierene“ („Papírák“) pro svou subtilní postavu.
V srpnu 1938 zakoupil Šindelář za 20 000 říškých marek arizovanou kavárnu Café Annahof ve své domovské čtvrti Favoriten. Roční obrat této populární kavárny o sedmatřiceti stolech činil v roce 1937 v přepočtu 76 000 říškých marek, nicméně již krátce po anšlusu Rakouska byl majitel kavárny, Žid Leopold Diller, pod silným tlakem nacistických autorit, reprezentovaných dlouhodobým straníkem NSDAP Franzem Roithnerem, které se jej snažily donutit kavárny se vzdát. Do těchto snah se později zapojila i říšská policie. V rámci represí byl Dillerův syn, který v kavárně působil jako provozní, odeslán do koncentračního tábora Dachau. Sám Leopold Diller později zemřel v koncentračním táboře Terezín.
Vídeňský publicista Peter Menasse ve svých článcích a esejích interpretoval Šindelářovu koupi jako „krádež na několika Židech“ a Šindeláře popsal jako oportunistu, který se ve snaze Dillerovu kavárnu převzít sklonil před každým stranickým diktátem. Tento pohled však vehementně dementoval Šindelářův současník a přítel, přeživší z koncentračního tábora v Osvětimi Norbert Diller (1918–2015), podle kterého se Šindelář a Diller „velmi dobře znali“ a Šindelář se svou koupí snažil „minimalizovat škody“. Na základě Menasseho publikací ustanovil vídeňský městský radní pro kulturu komisi, která přezkoumala nárok Šindeláře na čestný hrob na vídeňském ústředním hřbitově; ta ve svém rozhodnutí doporučila čestný hrob zachovat, podle jejího předsedy Kurta Scholze kvůli Šindelářovým „službám sportu a jeho přinejmenším rezervovanému vztahu k NSDAP“, a to navzdory tomu, že z koupě kavárny „měl zjevně prospěch“. 
Šindelářova kavárna Annahof a i on sám byli podle některých zdrojů pod dohledem Gestapa. Dne 23. ledna 1939 byl Šindelář nalezen mrtvý v posteli ve svém vídeňském bytě na Annagasse 3. Vedle něj ležela jeho přítelkyně Camilla Castagnola, která pak zemřela o den později, aniž nabyla vědomí. Jako oficiální příčina úmrtí byla stanovena otrava kysličníkem uhelnatým. Dodnes se však v souvislosti s jeho smrtí objevují spekulace o sebevraždě. Narážka na tuto možnost se objevila i v básni Auf den Tod eines Fußballers, kterou po jeho smrti napsal spisovatel Friedrich Torberg. Šindelářově matce Marii Šindelářové nebylo dovoleno kavárnu Annahof po synovi převzít, místními orgány NSDAP byla totiž popsána jako „nedůvěryhodná“ a vůči NSDAP „vždy nepřátelská“.